# Krzyżówka (zwyczajna)
Krzyżówka zwyczajna, krzyżówka, kaczka krzyżówka (Anas platyrhynchos) – gatunek ptaka wodnego z rodziny kaczkowatych (Anatidae). Jest to najpospolitszy i najszerzej rozpowszechniony gatunek kaczki. Zasiedla większość półkuli północnej, ale została introdukowana do południowo-wschodniej Australii oraz na Nową Zelandię. Nie jest zagrożona. W Polsce gatunek łowny w okresie od 1 września do 31 grudnia. Od krzyżówki pochodzą kaczki domowe.

## Charakterystyka

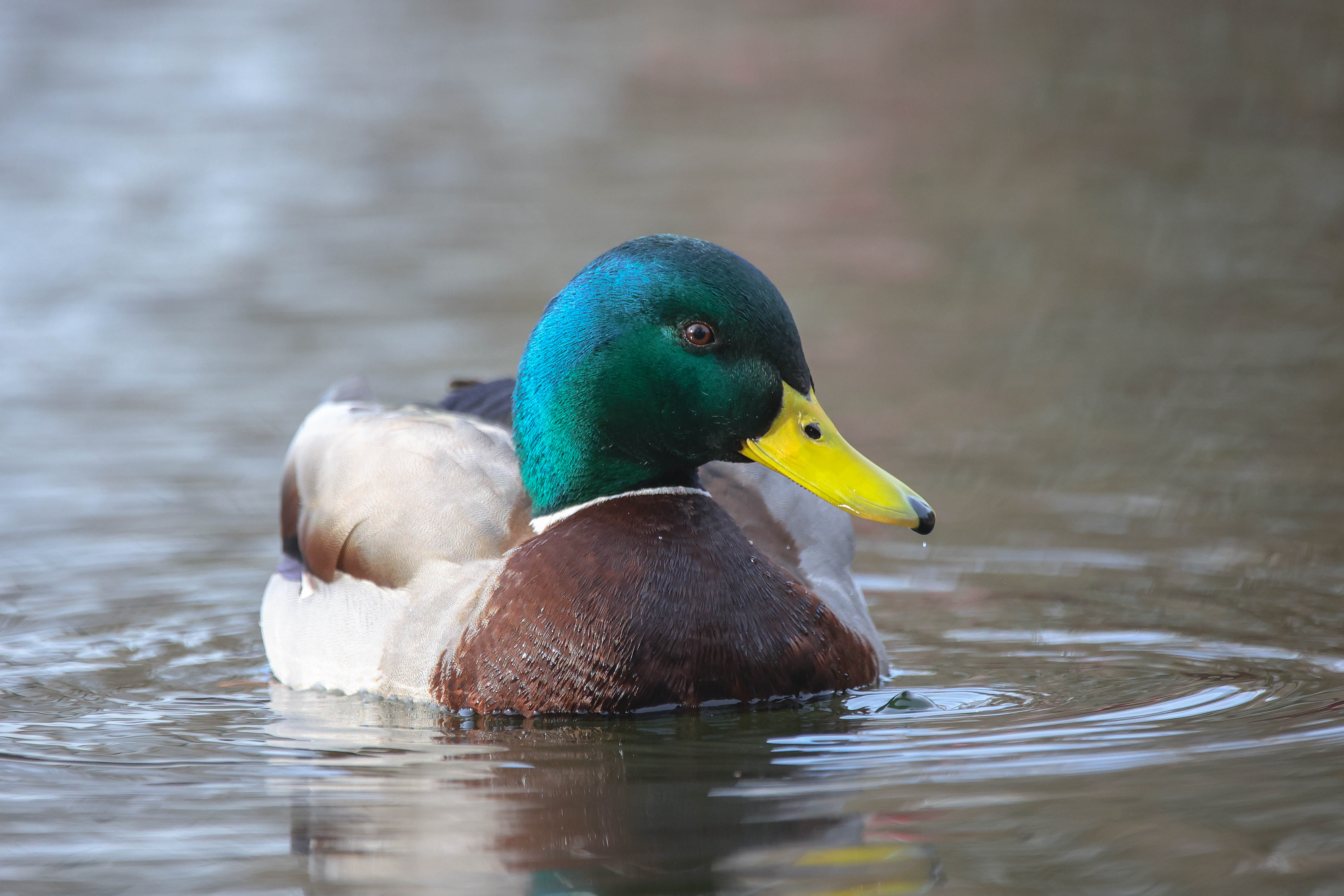
Kaczor w szacie godowej

W locie ujawniają się granatowe, biało obrzeżone na górze i krawędzi skrzydła lusterka. Poza tym obie płcie mają pomarańczowe nogi. 

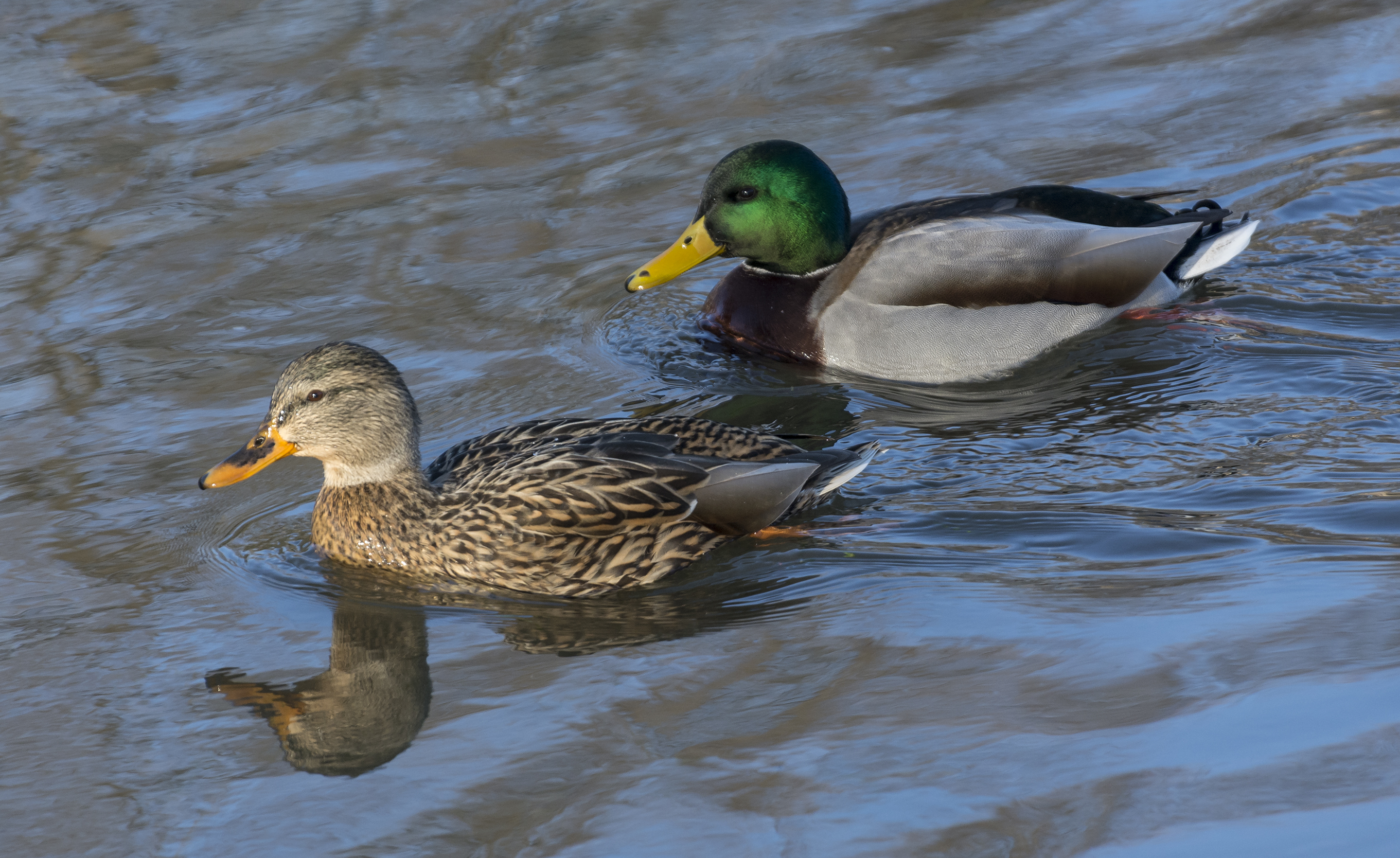
Samica i samiec

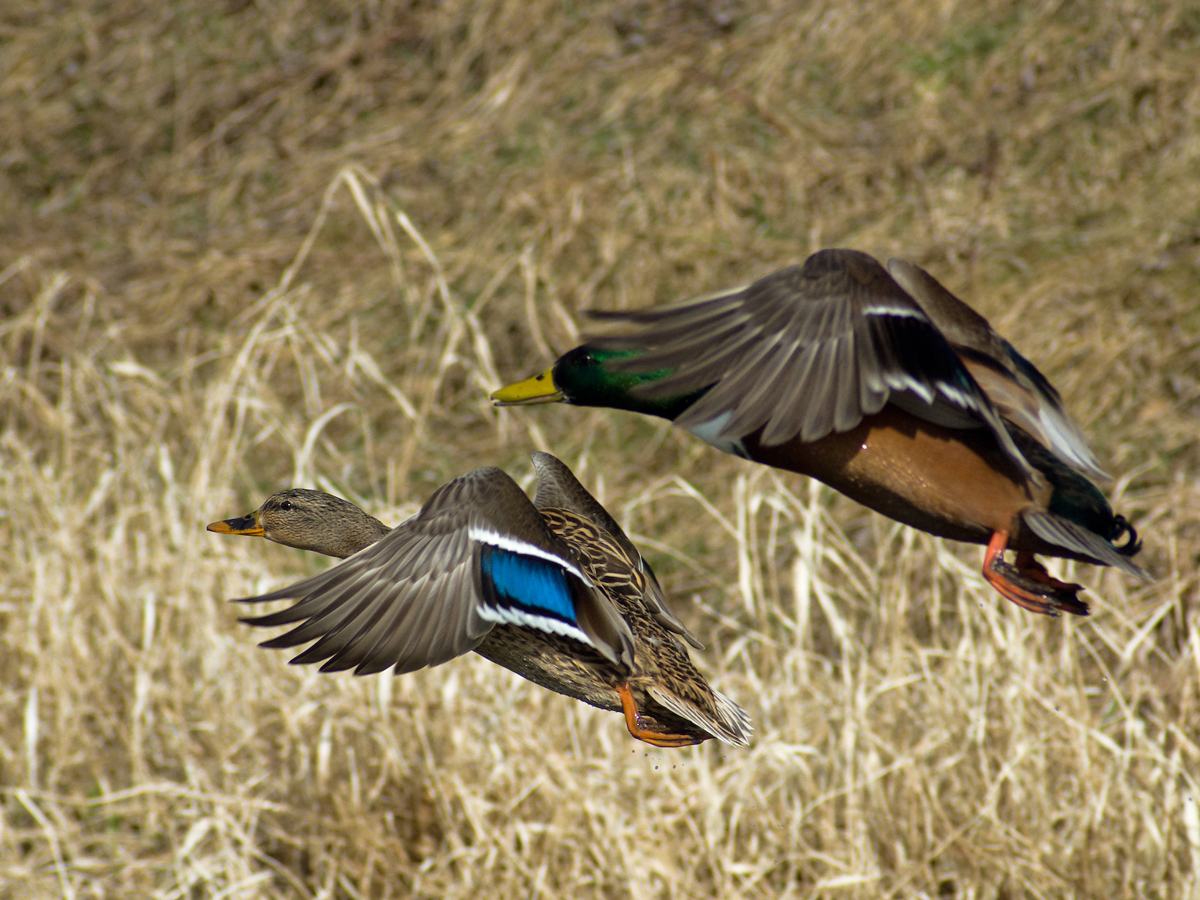
Kaczki krzyżówki w locie

W szacie godowej występuje bardzo wyraźny dymorfizm płciowy. Samiec, zwany kaczorem, w szacie godowej ma zielono opalizującą głowę, odgraniczoną od reszty ciała białą obrożą. Żółty dziób. Pierś jest cała brązowa, opalizująca, grzbiet również, ale matowy. Złożone skrzydła brązowe, gdzieniegdzie nieco szare. Pokrywy nad- i podogonowe czarne. Dwie środkowe sterówki czarne i zakręcone do góry, pozostałe sterówki biało-szare. Pomarańczowe nogi. W szacie spoczynkowej samiec ma upierzenie podobne do samicy, ale różni się żółtym dziobem, rudą piersią i czarnymi pokrywami nadogonowymi.
Samica ma mniej kontrastowe ubarwienie. Pomarańczowy dziób z czarnymi plamami, u poszczególnych osobników różnej wielkości. Biało-kremowo-beżowa głowa, ciemna przepaska przez oko. Ogólnie pióra przypominają nałożone na siebie łuski, pomarańczowo-brązowe. Na spodzie ciała „łuski” są drobniejsze, w okolicach tyłu również. Sterówki białe z brązowymi plamami.
Pisklęta żółtokremowe z czarnym wierzchem ciała i przepaską przez oko.
Najstarszy, potwierdzony wiek krzyżówki wynosi 29 lat.
Wymiary
- długość ciała: 50–65 cm
  - w tym czaszki: 11 cm[13]
  - dzioba: 5 cm[13]
- rozpiętość skrzydeł: 76–102 cm
- długość skrzydła: 25–29 cm
- masa ciała: samiec 870–1800 g, samica 735–1320 g[14]

### Mieszańce
Często powstają międzygatunkowe mieszańce, nawet spoza rodzaju Anas. Nierzadko zdarza się tak też z kaczkami domowymi. Wtedy powstałe hybrydy mają część upierzenia białą, nie jest określone gdzie, z wyjątkiem rodzaju Anas. Krzyżować się może z gatunkami z rodzajów Aix, Alopochen, Anser, Branta, Tadorna, Cairina, Aythya oraz Somateria.

## Systematyka
Wyróżniono dwa podgatunki A. platyrhynchos:
- A. platyrhynchos platyrhynchos – Europa, Azja, Afryka Północna, Ameryka Północna.
- A. platyrhynchos conboschas – Grenlandia.

Dawniej za podgatunki A. platyrhynchos uznawano także: krzyżówkę florydzką (A. fulvigula i jej podgatunek A. f. maculosa), krzyżówkę meksykańską (A. diazi), krzyżówkę hawajską (A. wyvilliana) i krzyżówkę białooką (A. laysanensis).
Po raz pierwszy zgodnie z zasadami nazewnictwa binominalnego opisał ten gatunek Karol Linneusz w roku 1758 w 10. edycji dzieła Systema Naturae. Krzyżówka została opisana dwa razy (jako dwa odrębne gatunki) – pod nazwami Anas boschas (kaczka hodowana) i Anas platyrhynchos. W 12. edycji Systema Naturae (1766) Linneusz zawarł osobny wpis dotyczący już tylko Anas boschas, zaś Anas platyrhynchos uznał za samicę płaskonosa zwyczajnego (Anas clypeata) i potraktował tę nazwę jako synonim. Nazwa Anas boschas była w powszechnym użyciu aż do 1906 roku, kiedy to Einar Lönnberg ustalił, że Anas platyrhynchos odnosi się do samca krzyżówki w szacie spoczynkowej (lub samicy) i ma priorytet, ponieważ została użyta w Systema Naturae dwie strony wcześniej.
Nazwa naukowa oznacza dokładnie „kaczka płaskonosa”, chociaż w Polsce płaskonos to inny gatunek. Rosjanie nazywają krzyżówkę „Kriakwa”, co w języku polskim oznacza jeszcze inny gatunek (krakwa).

## Występowanie

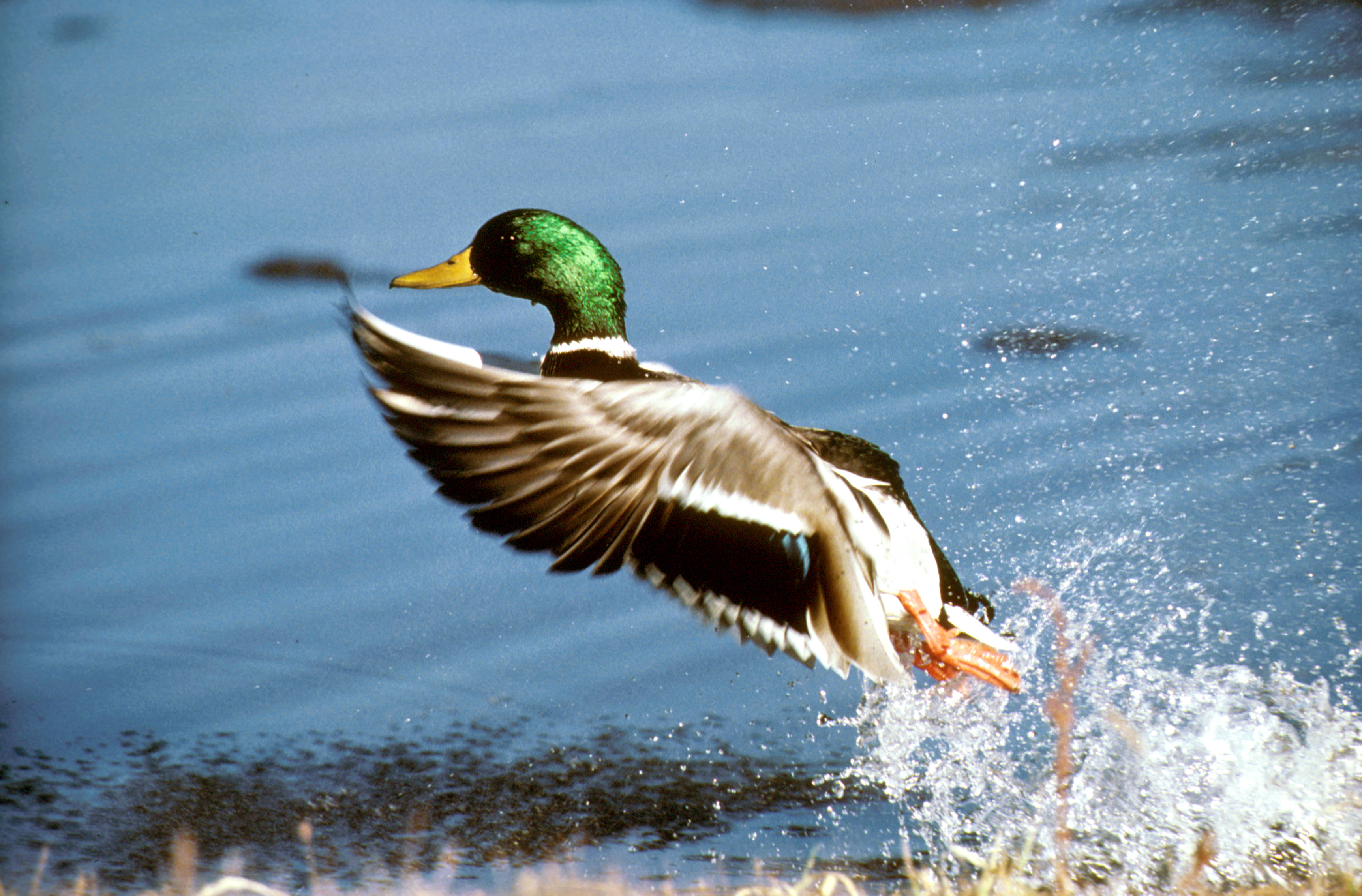
Kaczor krzyżówki wzbijający się do lotu

Przeloty w II – IV i VIII – XII. Zasiedla większość półkuli północnej, wyłączając zimniejsze obszary Ameryki Północnej i Azji oraz południową część Azji Wschodniej. Jest to ptak wędrowny, ale coraz więcej osobników w miastach prowadzi osiadły tryb życia. W Europie Środkowej i Południowej spotykana cały rok, w północnej i środkowej Azji oraz północnej Europie jedynie wyprowadza lęgi. Na małym, południowym obszarze Grenlandii przebywa cały rok, dalej na północ jedynie gniazduje.
Jest najprawdopodobniej najliczniejszym gatunkiem kaczki. Kaczka krzyżówka rozprzestrzeniła się, np. w latach 70. XX wieku w Warszawie gniazdowało jedynie kilka par.
Zasiedla wszelkiego rodzaju środowiska wodne, najczęściej na stawach i jeziorach. Unika rzek o bystrym nurcie oraz zbiorników wodnych ubogich w składniki odżywcze. Często spotykana również w miastach, gdzie bywa bardzo ufna.

## Zachowania
Należy do kaczek właściwych – w szukaniu pożywienia z zasady nie nurkuje, przeważnie zanurza jedynie przednią część ciała. Często przebywa w grupach z innymi ptakami wodnymi. Bardzo dobrze lata, w locie poziomym może osiągać nawet 90 km/h. Mieszańce międzygatunkowe są płodne, mogą więc tworzyć dalsze hybrydy. Czasami jest bardzo ufna i daje się nawet karmić z ręki (szczególnie zimą w miastach). Ma charakterystyczny krok ze stopami skierowanymi do wewnątrz. Jest ptakiem wędrownym, poza okresem lęgowym tworzy duże stada.
Pierzy się od lipca do września, młode dłużej, w okresie czerwiec-październik. Kaczory robią to w gęsto porośniętych, spokojnych zatokach jezior, grupowo. Tracą wtedy zdolność do lotu.
Krzyżówki, w każdym wieku (jednak młode najbardziej) i występujące na każdym obszarze są narażone na ataki wielu różnych drapieżników, takich jak ptaki drapieżne, łasice, kruki, węże, szopy, oposy, skunksy, żółwie, duże ryby, gatunki z rodzin kotowatych i psowatych, włączając w to także te udomowione.

### Głos

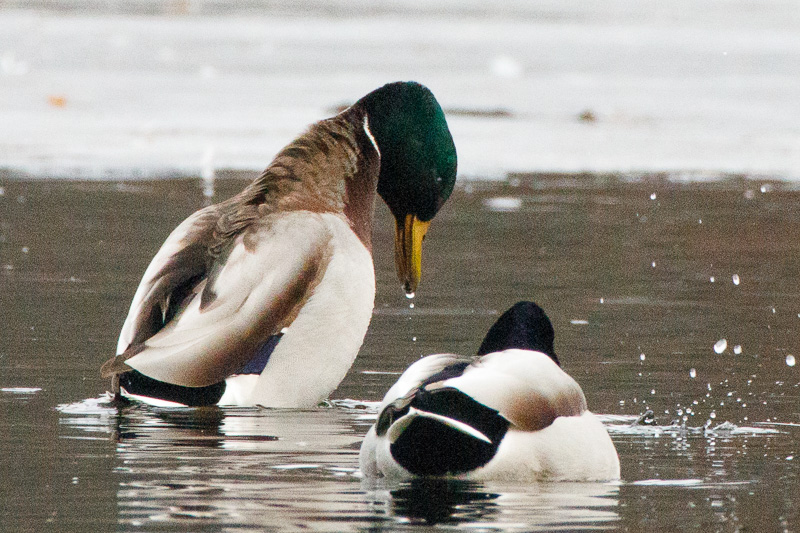
Kaczor krzyżówki wydający charakterystyczny gwizd

Samiec i samica mają inne głosy. Kaczor odzywa się miękkim, nosowym, nieco chrapliwym „kłek-kłek-kłek”, podczas toków wydaje dźwięczne gwizdy. Kaczka kwacze tak jak kaczka domowa, dość głośno.

### Pożywienie
Ogólnie jest wszystkożerna, ale żywi się głównie roślinami, przeważnie wodnymi. Na lądzie pożywia się np. bukwią. Żeruje na powierzchni wody; charakterystycznie, z tylną częścią ciała wystającą ponad taflę. Ponadto zjada pokarm zwierzęcy, np. larwy komarów, chrząszcze, skorupiaki i inne zwierzęta związane ze środowiskiem wodnym. Niektóre ptaki próbują także zjadać śmieci, np. pływające po stawie kawałki folii. Nieprawidłowa dieta, na przykład bogata w chleb, może powodować anielskie skrzydło, schorzenie nieuleczalne u dorosłych ptaków.
Duża zmienność masy ciała ma związek z otłuszczaniem się jesienią i gromadzenia rezerw tłuszczu m.in. w wątrobie, która znacznie się wtedy powiększa.

## Lęgi

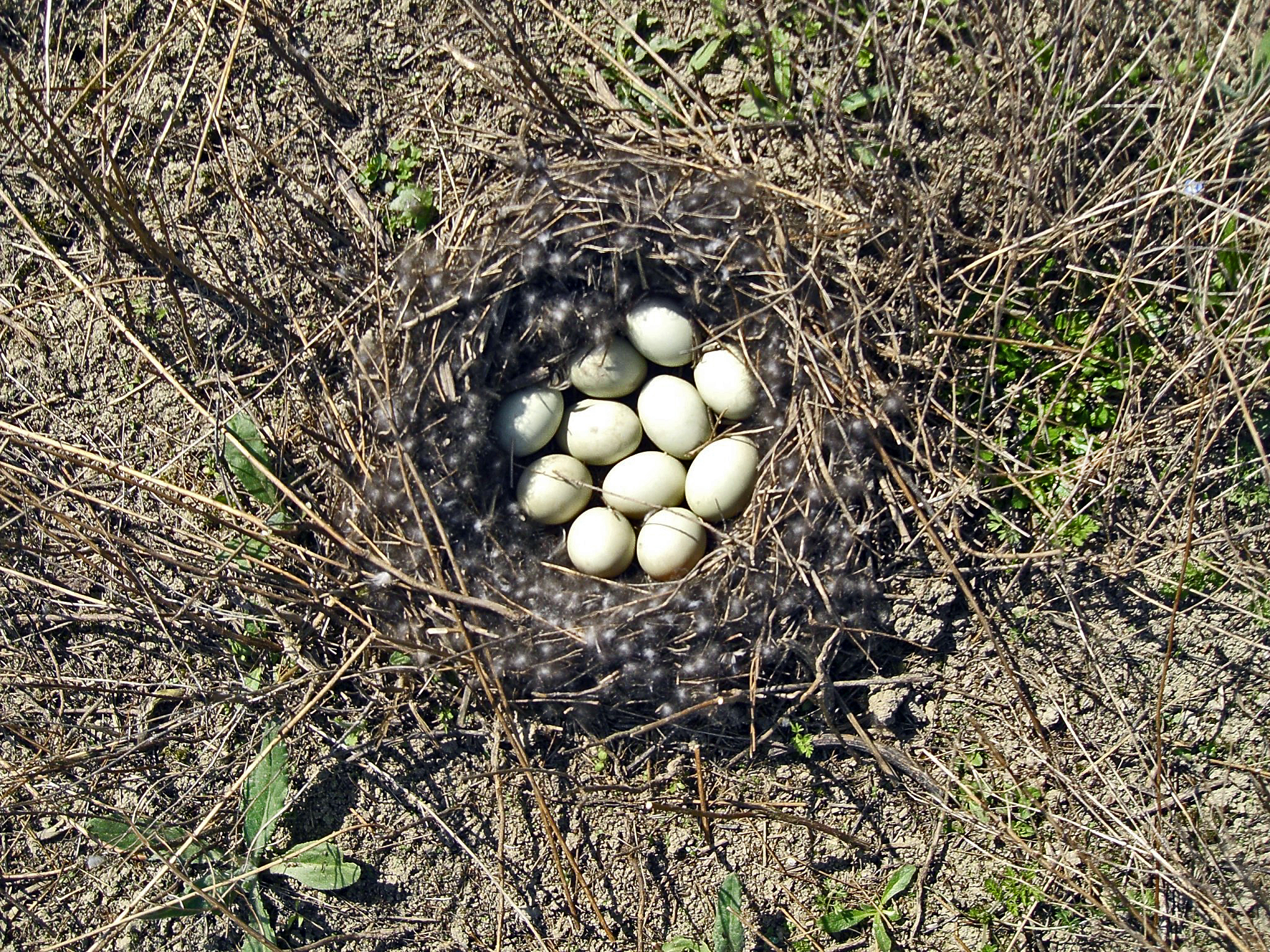
Jaja krzyżówki w gnieździe

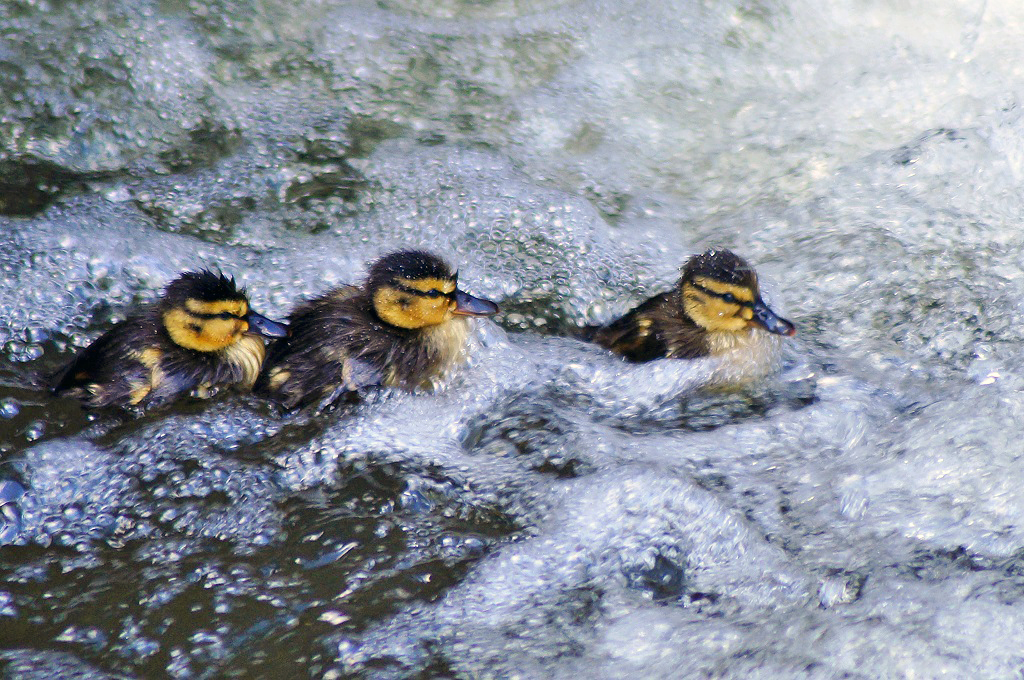
Kilkudniowe pisklęta krzyżówki

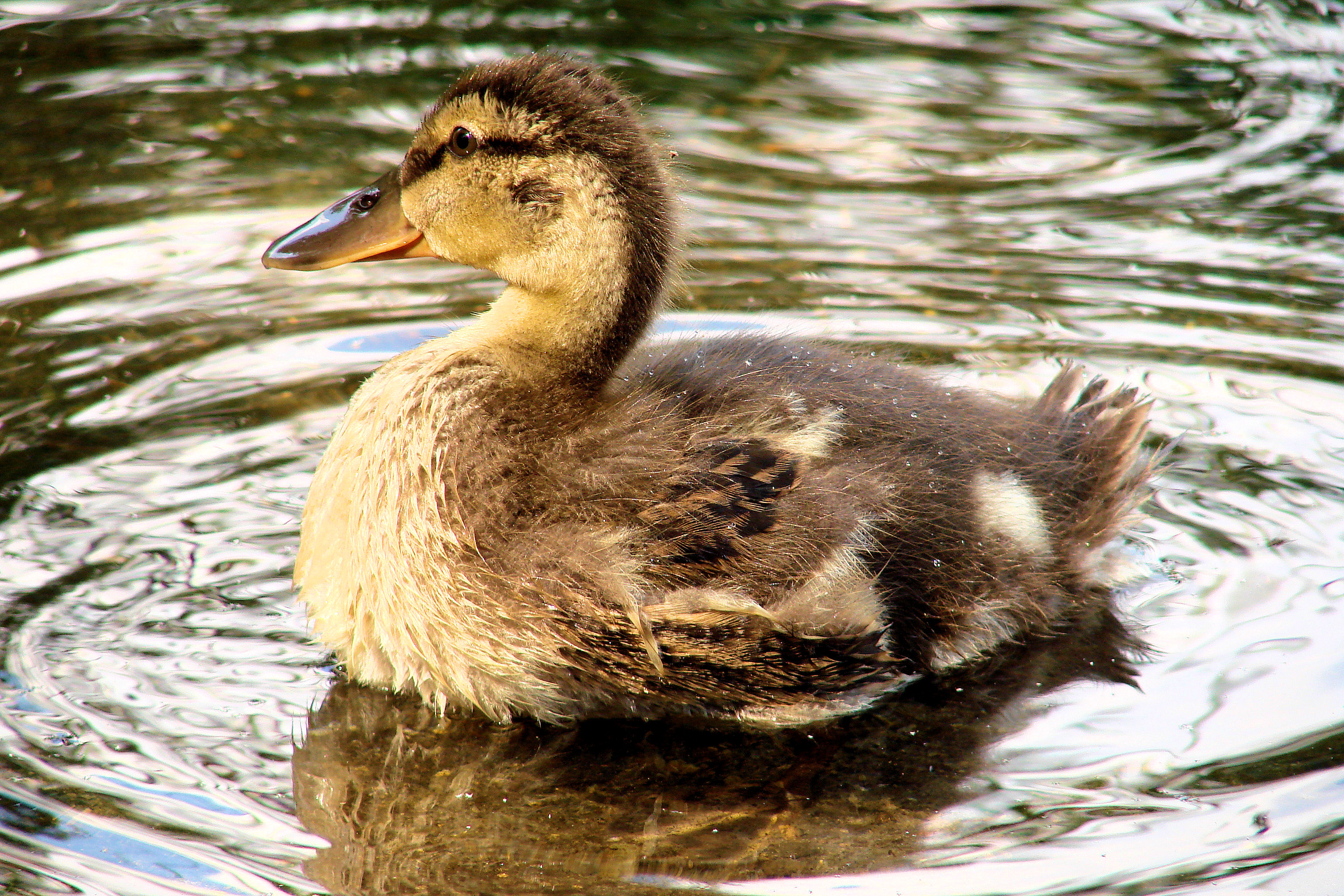
Podrośnięte pisklę krzyżówki

Wyprowadza lęgi w okresie od kwietnia do lipca. Wyprowadza tylko jeden lęg. Toki mogą trwać aż do lutego. Kaczory mogą parzyć się z samicami spoza swojej pary. Gniazdo buduje w trawie, ale często szuka miejsc do budowy na drzewie – jest tam bezpieczniej. Krzyżówki zamieszkujące miejskie stawy cierpią na niedostatek naturalnych miejsc lęgowych wobec czego nierzadko zasiedlają budynki – np. balkony, gdzie wykorzystują głównie skrzynki z kwiatami, ale rośliny nie są wcale konieczne. Gniazda mogą być budowane na najwyższych piętrach, a pisklęta zaraz po wykluciu i tak zeskakują na ziemię.
Toki mają miejsce na wodzie. Na początku samice jedynie obserwują popisujące się kaczory. Z głośnym gwizdem, bez wybierania konkretnej kaczki, podnoszą głowę, wyginają kuper i mają widoczne z boku zaokrąglone sterówki. Gdy kaczka wybierze już partnera, płynie za nim, ale ogląda się jeszcze na inne kaczory. Kiedy samiec przyjmie, że ta kaczka go wybrała, wygina skrzydła, aby pokazać niebieskie lusterka. Jednak już po wykluciu kaczor zostawia kaczkę i sama wychowuje ona pisklęta. Może się zdarzyć kopulacja niesparowanych kaczorów ze sparowanymi kaczkami – przy takiej wymuszonej kopulacji samica może nawet utonąć.
Gniazdo ma formę dużej, płytkiej miski. Głównym budulcem jest trawa, wyściółkę stanowią delikatne piórka. Składa 8–12 jaj, sporadycznie 4; jeżeli jest więcej niż 12 jaj, to najpewniej pochodzą od różnych samic. Mają barwę jasnokremową, natomiast wymiary mieszczą się w zakresach: 5,3-6,4 cm x 3,9-4,5 cm. Inkubacja trwa 27 lub 28 dni. Pisklęta tuż po wykluciu podążają za kaczką; uzyskują lotność w wieku 50–60 dni. Mogą się rozmnażać już po roku.

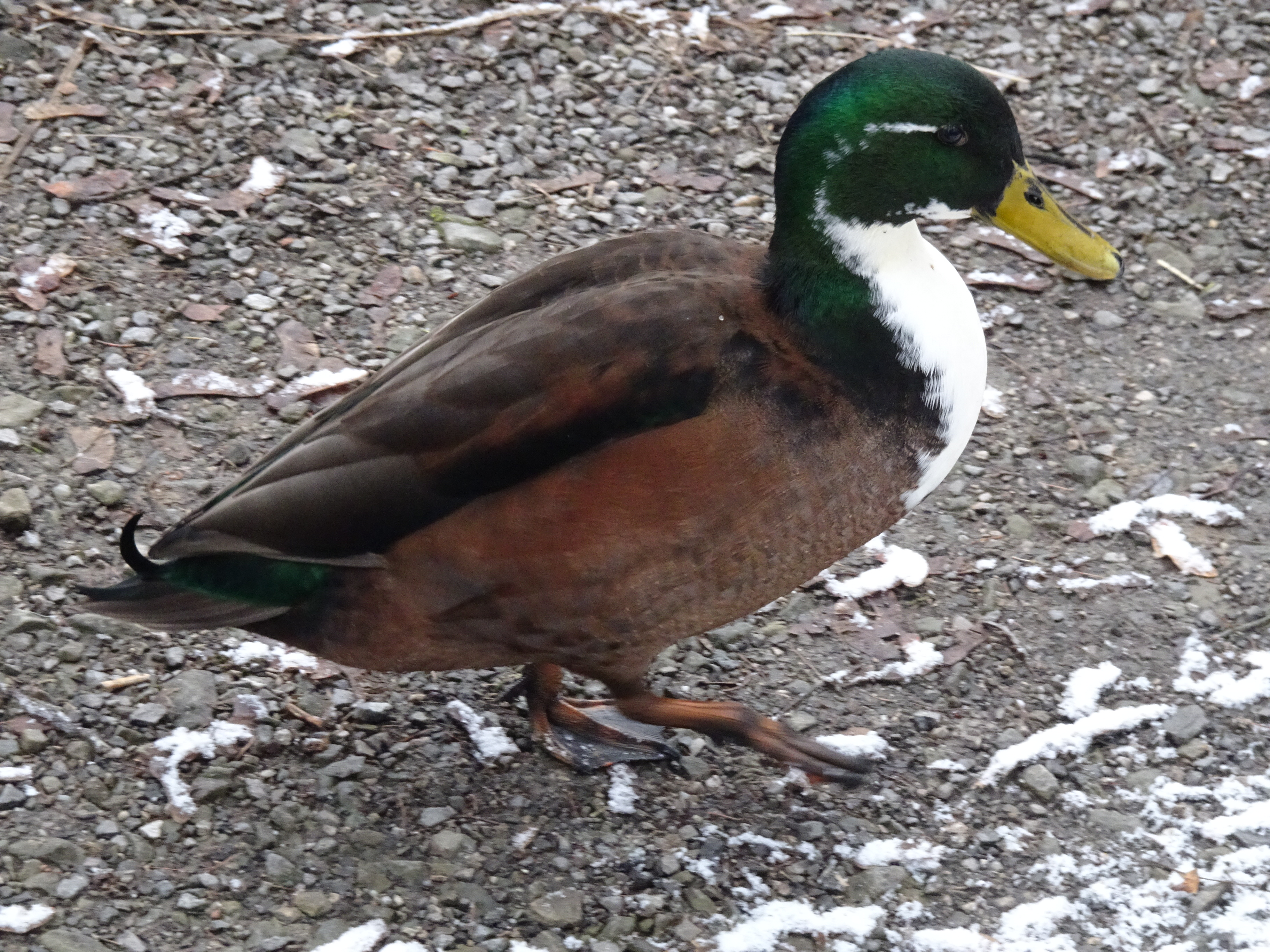
Kaczor – mieszaniec (park w Żywcu, luty 2021)

Pomimo tak szerokiego obszaru występowania dziwić może jej niewielkie zróżnicowanie wewnątrzgatunkowe. Wynika ono jednak z wędrownego trybu życia, który warunkuje mieszanie się populacji. Pary tworzą się już na zimowiskach, a nie po powrocie na tereny lęgowe rozsiane na wielu kontynentach. Dochodzi w ten sposób do takich sytuacji, gdy kaczor z Syberii tworzy stadło z kaczką z Wielkiej Brytanii lub kaczka z Czech łączy się i odlatuje za samcem z Finlandii.

## Status
IUCN uznaje krzyżówkę za gatunek najmniejszej troski (LC, Least Concern) nieprzerwanie od 1988 roku. Liczebność światowej populacji szacowano w 2015 roku na ponad 19 milionów osobników. Globalny trend liczebności populacji uznawany jest za wzrostowy. Jest to najpopularniejszy wodny ptak łowny w Europie i Ameryce Północnej.
Gatunek inwazyjny m.in. w Australii i na Nowej Zelandii, a jej negatywny wpływ polega m.in. na krzyżowaniu się z rodzimymi gatunkami kaczek i przenoszeniu chorób.
W Polsce gatunek łowny w okresie od 1 września do 31 grudnia. Według szacunków Monitoringu Pospolitych Ptaków Lęgowych, w latach 2013–2018 populacja krzyżówki na terenie kraju liczyła 459–608 tysięcy par lęgowych. Liczebność populacji zimującej w tym samym okresie oceniano na 179–227 tysięcy osobników. Na Czerwonej liście ptaków Polski krzyżówka sklasyfikowana została jako gatunek najmniejszej troski (LC).

## Filatelistyka
Poczta Polska wyemitowała 28 lutego 1970 r. znaczek pocztowy przedstawiający kaczkę krzyżówkę o nominale 40 gr, w serii Ptaki łowne. Druk w technice offsetowej na papierze kredowym. Autorem projektu znaczka był Jerzy Desselberger. Znaczek pozostawał w obiegu do 31 grudnia 1994 r.